# Rua do Arsenal
A Rua do Arsenal é um arruamento das freguesias de Santa Maria Maior e Misericórdia. Inicia-se na Praça do Comércio e termina no Largo do Corpo Santo. A razão da sua denominação é a antiga existência do arsenal da Marinha nas suas imediações. Antigamente aqui se encontrava a antiga Ribeira das Naus, destruída pelo terramoto de 1755. No local foi construído o Arsenal da Marinha, que estaria a uso até 1939, altura em que foi movido para a Base do Alfeite.
A atual rua do Arsenal passa a norte do sítio onde se ergeu antes do Terramoto de 1755 a Ópera do Tejo.